# Sulfure de titane(III)
Pour les articles homonymes, voir Sulfure de titane.
Le sulfure de titane(III) est un composé chimique de formule Ti2S3. Il se présente comme un solide noir cristallisé dans le système hexagonal selon une structure proche de celle de l'arséniure de nickel (de) (groupe d'espace P63/mmc ; no 194) dans laquelle le titane a une coordinence égale à 6. Il reste stable dans l'air et dans l'eau à température ambiante de sorte qu'il ne sent pas le sulfure d'hydrogène, contrairement au disulfure de titane TiS2. Attaqué par l'acide sulfurique à chaud, il commence par former une suspension gris bleuté avant de se dissoudre complètement en une solution incolore, tandis qu'il forme des solutions vertes avec l'acide nitrique ou l'acide sulfurique concentré froid. Il libère de l'H2S lorsqu'il est attaqué par l'acide chlorhydrique chaud.
On peut obtenir le sulfure de titane(III) en chauffant du TiS2 sous vide à 1 000 °C ou en le réduisant avec de l'hydrogène à haute température. Il peut également être préparé à partir des éléments sous pression et à 800 °C.